# Orebité
Orebité je označení pro východočeskou skupinu husitů pojmenovanou podle kopce Oreb nad městečkem Třebechovice pod Orebem, na kterém se poprvé shromáždili 20. dubna 1420. 
Hlavní slovo v tomto seskupení měla zpočátku šlechta. Centrem svazu sice bylo královnino město Hradec Králové, které většinou ovládal radikální kněz Ambrož, ale ostatní velká východočeská města se k husitům nepřidala. Nejvýznamnějším představitelem orebitů byl Hynek Krušina z Lichtenburka. Z vyšší šlechty k orebitům patřili Aleš Vřešťovský z Rýzmburka, Jan Krušina z Lichtenburka, bratři Viktorín a Hynek z Kunštátu a Poděbrad a Jan Puška z Kunštátu. Nejpočetnější ale byli nižší šlechtici, například Diviš Bořek z Miletínka, Jan Hertvík z Rušinova, Beneš Mokrovouský z Hustířan, Jiří z Chvalkovic a jiní. 
Orebité zřejmě netvořili pevné organizační seskupení a měli nejblíže k umírněným pražanům, i svým náboženským cítěním, postupně se však radikalizovali. Mezi orebity na rozdíl od dalších husitských skupin neměli kněží prakticky žádnou moc, stejně tak je nerozvracely žádné kacířské sekty jako adamité a další. Nevěřícího protivníka ale chtěli zlikvidovat silou zbraní podobně jako radikální táborité. 
Prvním vojenským vystoupením orebitů bylo tažení na pomoc obležené Praze, kam přitáhli 2. května 1420, poté co cestou vyvrátili cisterciácký klášter Hradiště nad Jizerou. Významný byl jejich podíl zejména na vítězství v podzimní bitvě pod Vyšehradem, kde byl Hynek Krušina vrchním hejtmanem.V letech 1421-1422 působily orebitské oddíly v součinnosti s pražany, někdy i tábority, převážně ve východních Čechách. Podílely se např. na dobytí Českého Brodu.
V roce 1423 vytvořil Jan Žižka, jemuž byl blízký kněz Ambrož, ve východních Čechách z části táborských polních vojsk nové bratrstvo Menšího Tábora. Část orebitů se k němu přidala, část šlechty však zůstala spojencem pražanů. Po Žižkově smrti se příslušníci jeho svazu přejmenovali na sirotky.